# Ochratoxine
Ochratoxine sind eine Gruppe von Mykotoxinen (Schimmelpilzgiften). Die entsprechenden Schimmelpilze sind in der Natur weit verbreitet, z. B. einige Aspergillus- und Penicillium-Arten wie A. ochraceus oder P. verrucosum. Die Vergiftung durch Ochratoxine nennt man Ochratoxikose.
Ochratoxin A (OTA) ist das häufigste und wichtigste der Ochratoxine.
| Gefahrensymbol | Gefahrensymbol |

| Gefahrensymbol |

| keine Einstufung verfügbar |

| keine Einstufung verfügbar |

## Ochratoxin A
OTA kann schon während des Wachstums von Pflanzen gebildet werden, wenn diese von Schimmelpilzen befallen sind. Es entsteht jedoch überwiegend, wie alle Schimmelpilzgifte, durch fehlerhaften Umgang mit Agrarprodukten. Es tritt durch Fehler in der Ernte, Trocknung, Weiterverarbeitung, Lagerung und Transport auf, z. B. zu feuchte Lagerung der Pflanzenprodukte. Es kommt vor allem in Getreide, Hülsenfrüchten, Kaffee, Bier, Traubensaft, Rosinen und Wein, Kakaoprodukten, Nüssen und Gewürzen vor.
Ochratoxin A kommt häufig nicht als Einzelsubstanz, sondern als Gemisch mit anderen Mykotoxinen als Verunreinigung vor, z. B. Deoxynivalenol (DON) und Zearalenon (ZEA) gebildet von Fusariumarten, Aflatoxin und Citrinin gebildet von Aspergillus- und Penicilliumarten.
In der EU werden die Höchstmengen an Mykotoxinen wie Ochratoxin A in Lebensmitteln durch die Verordnung (EG) Nr. 1881/2006 geregelt. Die jeweiligen Höchstgrenzen hängen dabei vom Erzeugnis ab und orientieren sich auch daran, was durch gute Herstellungspraxis oder gute landwirtschaftliche Praxis erreichbar ist. Für Ochratoxin A gibt es verschiedene (auch von der Verarbeitung abhängige) Grenzwerte zwischen 2 und 80 μg·kg−1 für Getreide, Getreideprodukte, und Backwaren, Gewürze, Kakaopulver, Pflanzensamen (wie Sonnenblumenkerne, Kürbiskerne, Hanfsamen, Sojabohnen oder Pistazien), Trockenfrüchte, Kaffee, Traubensaft und Wein.
Ochratoxin A verursacht Nierenerkrankungen und wirkt bei Ratten und Mäusen karzinogen.
Zur Analytik in Futtermitteln kann HPLC gekoppelt mit Fluoreszenzspektroskopie eingesetzt werden, wobei zuvor eine Aufreinigung an Immunoaffinitätssäulen erfolgt.